# 袁潤
袁潤（1419年—？），字習德，江西南昌府豐城縣人，軍籍，明朝政治人物。進士出身。

## 生平
江西鄉試第五名。景泰五年（1454年）甲戌科會試第八十八名，殿試登進士第二甲第一百零八名。

## 家族
曾祖袁希魯。祖父袁仲華。父亲袁文溥。